# Uperoleia minima
Uperoleia minima är en groddjursart som beskrevs av Tyler, Davies och Martin 1981. Uperoleia minima ingår i släktet Uperoleia och familjen Myobatrachidae. IUCN kategoriserar arten globalt som livskraftig. Inga underarter finns listade i Catalogue of Life.

## Bildgalleri